# 海津市立下多度小学校
海津市立下多度小学校 （かいづしりつ しもたどしょうがっこう）は、岐阜県海津市南濃町にある公立小学校。

## 沿革
- 1873年（明治6年）
  - 6月 - 多芸郡津屋村の慈眼寺[注釈 1]を仮校舎として、登高義校が開校。校区は津屋村。
  - 6月 - 登高分教場が開校。校区は養老郡若宮村、船見村。
  - 8月 - 多芸郡志津村の善教寺を仮校舎として、問津義校が開校。校区は志津村。
- 1877年（明治10年） - 登高義校が登高第一学校、登高分教場が登高第二学校に、それぞれ改称する。
- 1881年（明治14年） - 登高第一学校と問津義校が合併し、東陽小学校になる。登高第二学校が登高小学校に改称する。
- 1886年（明治19年） - 東陽小学校と登高小学校が合併し、津屋簡易科小学校となる。
- 1889年（明治22年）7月1日 - 津屋村、志津村、志津新田、若宮村、船見村が合併し、多芸郡下多度村が発足。
- 1897年（明治30年）4月1日 - 郡制に基づき多芸郡の一部と上石津郡が合併し、養老郡となる。下多度村は養老郡となる
- 1893年（明治26年） - 津屋尋常小学校に改称する。
- 1905年（明治38年） - 津屋尋常高等小学校に改称する。
- 1917年（大正6年） - 下多度尋常高等小学校に改称する。
- 1921年（大正10年） - 農業補習学校を併設する。
- 1926年（大正15年） - 青年訓練所を併設する。
- 1931年（昭和6年） - 女子裁縫補習学校を併設する。
- 1935年（昭和10年） - 青年学校を併設する。
- 1941年（昭和16年） - 下多度国民学校に改称する。
- 1947年（昭和22年） - 下多度村立下多度小学校に改称する。
- 1954年（昭和29年）11月5日 - 海津郡城山町、石津村、および養老郡下多度村が合併し、海津郡南濃町が発足。同時に南濃町立下多度小学校に改称する。
- 1955年（昭和30年）4月1日 - 南濃町と養老町とで境界変更。南濃町若宮、船見、および津屋の一部[注釈 2]が養老町となり、児童は養老町立上多度小学校へ転出する。
- 2005年（平成17年）3月28日 - 海津町、平田町、南濃町が合併して海津市が発足。同時に海津市立下多度小学校に改称する。

## 通学区域[1]
全て南濃町の地域。
- 津屋
- 志津新田
- 志津

## 進学先中学校
- 城南中学校